# Ron Fogg
Ronald William J. Fogg (født 3. juli 1938 i Tilbury, død november 2020) var en engelsk professionel fodboldspiller, der spillede i the Football League som angriber.

## Reference r
1. ↑  "Search 1837 to 2006 – Birth, Marriage and Death indexes". FindMyPast.com. Hentet 2. april 2012.